# Утиный фонтан
Утиный фонтан (словац. Kačacia fontána) — фонтан на площади Шафарика в Братиславе, национальный памятник культуры, внесённый в национальный реестр 23 октября 1963 года. Одна из самых популярных достопримечательностей в Братиславе. 
Фонтан был создан в 1914 году братиславским скульптором Робертом Кюмайером в стиле необарокко. При создании он вдохновлялся старинной местной легендой о водяном и окаменевших мальчиках.
Основание фонтана состоит из множества необработанных валунов песчаника и гранита разных размеров и форм, а их хаотичное распределение должно было напоминать берега Дуная. На этом постаменте из камней расположены скульптуры трех маленьких мальчиков и их четырёх уток, выполненные из бронзы. Каждый из мальчиков изображен в разной позе: мальчик, стоящий выше всех, держит трепещущую и пытающуюся вырваться утку, другой мальчик тянется за ними, а третья, самая нижняя скульптура показывает мальчика, крадущегося в попытке ухватить ничего не подозревающую птицу. Между статуями мальчиков размещены фигуры трёх уток, у которых из клювов льются струи воды. На постаменте также указаны имя скульптора и год строительства фонтана.
Ограждение фонтана имеет неправильную круглую форму диаметром 5,80 метра и состоит из нескольких арочных каменных частей, изгибающихся попеременно выпукло и вогнуто.